# ヤマハ・GX
GX（ジーエックス）は、かつてヤマハ発動機が製造・販売していたオートバイの車種名。シリーズ車種として排気量別に数車種が生産されていた。

## モデル一覧

### GX750
シリーズトップモデルとなるGX750は、1976年にTX750から続く750ccクラスへ投入したモデルであり、保守的な設計思想とライバル他社への対抗心が交錯した仕上がりを見せた。3into1タイプのマフラーや120°クランクを採用した空冷4ストロークDOHC2バルブ3気筒エンジンを搭載。最高出力は60psをマーク。また駆動方式にはチェーンドライブではなくシャフトドライブを採用し、メンテナンスフリー化を図った。
翌1977年5月には、マフラーを2本出し化やエアクリーナーボックス容量拡大のほかエンジン本体のバルブタイミング・燃焼室形状・点火方式を変更し、最高出力を67psまで向上させた。
また同モデルはXS750の車名で日本国外にも輸出され、1980年には排気量を825ccまで拡大したXS850へモデルチェンジされたほか、バリエーションとしてアメリカンタイプのXS750special・XS850ミッドナイトスペシャル」なども追加されたが、1981年に空冷4気筒エンジンを搭載するXJ750Eへモデルチェンジされ生産を終了した。
なお最終モデルはキャストホイールを装着したが、車名に同社のキャストホイール装着を意味するSPは付与されていない。

### GX500
DOHC4バルブ2気筒エンジンを搭載したカフェレーサータイプ。
TX500の発展系。48PSの出力を誇り、加速力に優れていた。

他のシリーズと違い、キャストホイールは採用されずにスポークホイールのまま一代限りで生産終了となった。

### GX400 / GX250
GXシリーズのミドルクラスモデルであるGX400と、シリーズ最小排気量モデルであるGX250は、ヤマハ初の4サイクル400ccおよび250ccモデルとして1977年6月に登場。角型の燃料タンクを採用するなど、当時のカフェレーサーを意識したスタイルが特徴（後期型は一転してティアドロップ型タンクにアップハンドルスタイルに変更された）。初期型はほとんどが輸出用に回されたため、日本国内では希少車となっている。兄貴分の750とは違い、搭載されるエンジンは空冷SOHC2バルブ直列2気筒であり、バランサーは未採用である。最高出力は400が37ps、250が25psを発揮。それぞれの車種とも180度クランクを採用し、シャープな吹け上がりを実現していた。また駆動方式も750とは異なり、一般的なチェーンドライブとなっていた。1978年にキャストホイールが認可されるといち早くキャストホイールを装備し、それぞれGX400SP/250SPの名称となり、タンクのグラフィックも変更になった（価格は2万円アップ）。
なお、両車種とも車体周りは共通設計（リアタイヤのサイズは400では幅3.50インチ、250では3.25インチと異なる）とされていたため、当時のオートバイ雑誌などで「400cc版の動力性能は十分であるが、250cc版はややオーバーウエイト気味であるのでは」というインプレッションを受けることも多かった。